# Oort-felhő

Az Oort-felhő és a Kuiper-öv művészi ábrázolása

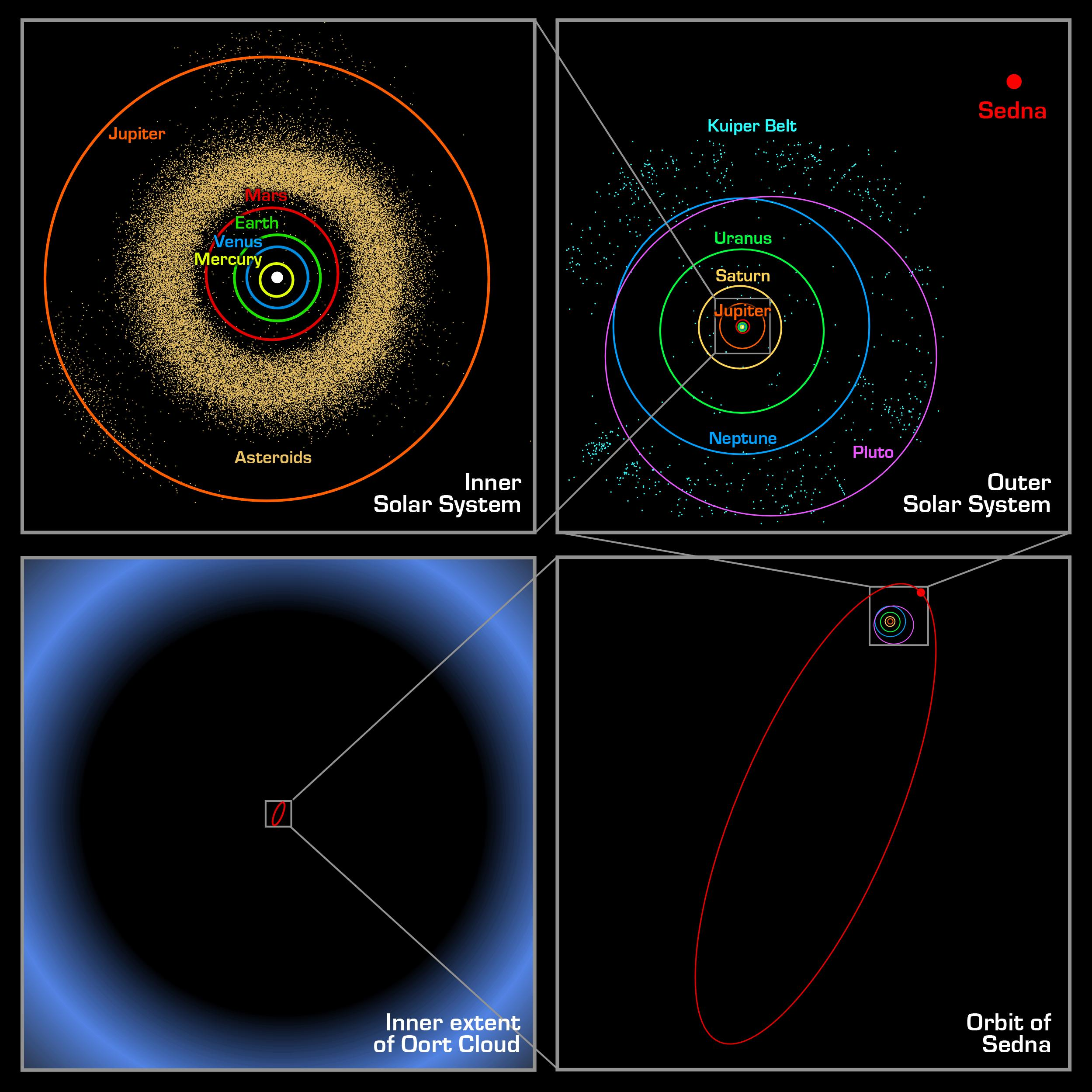
A Naprendszert alkotó égitestek méretarányos ábrázolása (fent balról jobbra, majd lent jobbról balra kell haladni)

Az Oort-felhő a Naprendszer legkülső tartományában, a Naptól mintegy 2000–200 000 csillagászati egységnyi távolságok között található feltételezett üstököszóna, amelyben milliárdnyi üstökösmag kering.
Ha valamilyen külső hatás (például egy szomszédos csillag közelsége) megzavarja az Oort-felhőt, akkor egyes üstökösök megszökhetnek, mások pedig olyan pályára térhetnek, amelyen a Nap közelébe érve, a felmelegedés következtében gázburkot (kómát) bocsátanak ki, melyből csóva is keletkezhet. Az üstökös ilyenkor válik igazán látványossá.
A Naprendszer keletkezésekor a bolygókká alakuló protoplanetáris korong anyagának maradékából alakultak ki az Oort-felhőt alkotó üstökösmagok, de a keletkező Nap körüli nyílthalmaz közelben elhaladó többi csillagával kölcsönhatást folytatott a felhő, a benne keringő égitestek egy része más csillagok körül alakult ki.

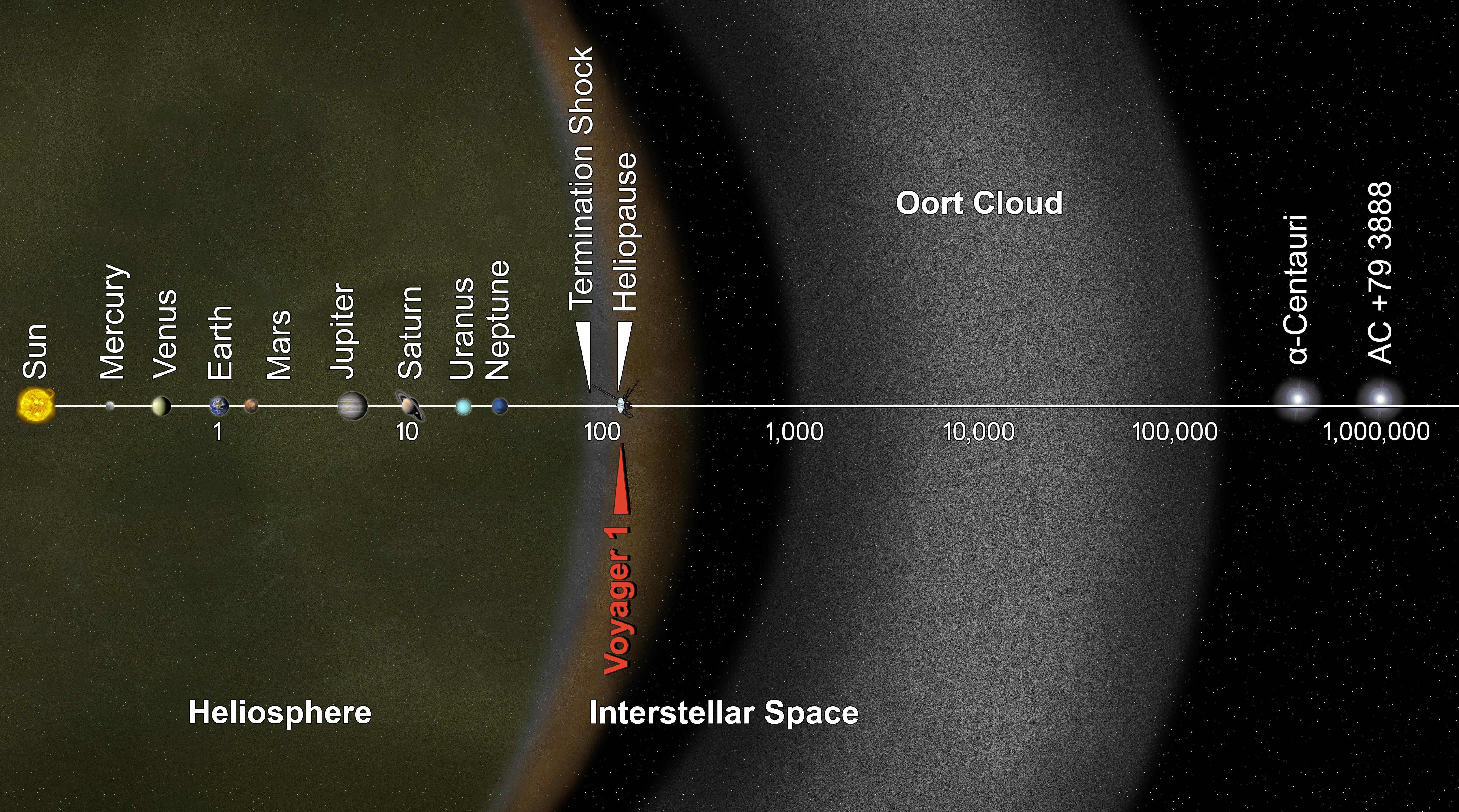
Az Oort-felhő elhelyezkedése, a távolságot logaritmikus skálán feltüntetve

A Kuiper-öv és a szórt korong, a másik két Neptunuszon túli objektumcsoport kevesebb mint egy ezredrészére van az Oort-felhő távolságának. Az Oort-felhő külső kiterjedése meghatározza Naprendszerünk gravitációs határát.
Az Oort-felhő két különálló régióra bontható: egy gömb alakú külső Oort-felhő és egy korong alakú belső Oort- vagy Hills-felhő. Az Oort-felhőt felépítő tárgyak javarészt víz-, ammónia- és metánjégből állnak. A csillagászok úgy vélik, hogy az Oort-felhőt felépítő anyagok a Naphoz közel alakultak ki, majd az óriásbolygók gravitációs hatására szétszóródtak a Naprendszer fejlődésének korai szakaszában.
Bár nincsenek célzott megfigyelések az Oort-felhővel kapcsolatban, a csillagászok úgy vélik, hogy ez a forrása az összes hosszú periódusú és a Halley-típusú üstökösnek, melyek a Naprendszerbe lépnek, és sok Kentaur- és Jupiter-családú üstökösnek is. A külső Oort-felhő csak lazán kötődik a Naprendszerhez, és így könnyen fejti ki rá hatását az elhaladó csillagok gravitációs vonzása és a Tejútrendszer maga is. Ezek az erők esetenként elmozdíthatják az üstökösöket a felhőben lévő pályájukról, és a belső Naprendszer felé küldhetik. Pályájuk alapján a legtöbb rövid periódusú üstökös a szórt korongról érkezik, de néhány az Oort-felhőből eredeztethető. Bár a Kuiper-öv és a távolabbi szórt korong megfigyelt és feltérképezett, csak négy jelenleg ismert Neptunuszon túli objektum – a 90377 Sedna, a 2000 CR105, a 2006 SQ372 és a 2008 KV42 – tekinthető a belső Oort-felhő lehetséges tagjának.

## Hipotézis
1932-ben Ernst Öpik észt csillagász feltételezte, hogy a hosszú periódusú üstökösök egy, a Naprendszer legszélén keringő felhőből származnak. Ezt az elképzelést egy holland csillagász, Jan Hendrik Oort 1950-ben újraélesztette, egy paradoxon megoldásának eszközeként: a Naprendszer létezése óta az üstökösök pályája változó; végső soron – a dinamika szabályai szerint – az üstökösnek össze kell ütköznie a Nappal vagy egy bolygóval, vagy a Naprendszerben található égitestek perturbációjának köszönhetően ki kell repülne. Sőt az üstökösök illékony összetétele azt jelenti, hogy azok újra és újra a megközelítik a Napot, és a sugárzás fokozatosan addig forralja az alkotóelemeiket, amíg az üstökös fel nem bomlik vagy egy szigetelő burok nem alakul ki rajta, amely megakadályozza a további kipárolgásokat. Így indokolta Oort, hogy egy üstökös nem alakulhat ki jelenlegi pályáján, és létezésének szinte egész ideje alatt egy külső területen kell tartózkodnia.
Az üstökösöknek két fő osztálya van: rövid periódusú üstökösök (más néven ekliptikus üstökösök) és hosszú periódusú üstökösök (más néven közel izotróp üstökösök). Az ekliptikus üstökösök viszonylag kis pályájúak (10 AU alattiak), és követik az ekliptikus síkot, amelyben a bolygók is keringenek. Szinte az összes izotróp üstökös pályája igen nagy, több ezer AU-s, és az ég bármely irányából feltűnhetnek. Oort megállapította, hogy van egy kiugrás azon közel izotróp üstökösök számában, amelyek apszispontja – a Naptól legtávolabb eső pályapontja – mintegy 20 000 AU, és feltételezte, hogy van egy gömb alakú, izotróp eloszlású tározó ebben a távolságban. Azok a viszonylag ritka üstökösök, amelyek körülbelül 10 000 AU-s pályán mozognak, valószínűleg többször is megkerülték a Naprendszert, és pályájukat a bolygók gravitációs ereje a rendszer belseje felé „húzta” el.

## Felépítése és összetétele
Az Oort-felhőről azt gondoljuk, hogy hatalmas, a Naptól számított 2000 és 5000 AU-tól (0,03 és 0,08 fé), 50 000 AU-ig (0,79 fé) terjedő teret foglal el. Egyes becslések a külső peremét 100 000 és 200 000 AU (1,58 és 3,16 fé) közé teszik. A régió felosztható a gömb alakú külső Oort-felhőre 20 000–50 000 AU-ig (0,32–0,79 fé), és egy fánk (gyűrű) alakú belső Oort-felhőre 2000–20 000 AU-ig (0,03–0,32 fé). A külső felhőre csak gyengén hat a Nap gravitációja, és innen szakadnak el a hosszú periódusú (és esetleg a Halley-típusú) üstökösök a Neptunusz pályáján belülre. A belső Oort-felhő Hills-felhő néven is ismert, J. G. Hills után elnevezve, aki 1981-ben fedezte fel a létezését. A modellek szerint a belső felhőben tízszer vagy százszor annyi üstökösmag van, mint a külső halóban; úgy fest, ez egy lehetséges forrása a viszonylag vékony, külső felhő-utánpótlásának, minthogy az utóbbiban található üstökösök száma fokozatosan csökken. A Hills-felhő magyarázatot nyújt az Oort-felhő több milliárd éves létezésére.
A külső Oort-felhő elméletileg több billió objektumot tartalmaz, amely nagyobb mint 1 km (ezekből sok milliárd abszolút fényessége nagyobb, mint 11, ami megközelítőleg 20 km-es átmérőt jelent), a szomszédos objektumok általában több tízmillió kilométerre találhatók egymástól. A teljes tömege nem ismert, de feltételezve, hogy a Halley-üstökös alkalmas prototípusnak, az Oort-felhőben található összes üstökös együttes, becsült tömege 3×1025 kg (megközelítőleg a Föld tömegének ötszöröse). Korábban azt gondolták, hogy nagyobb tömegű (akár a Föld tömegének 380-szorosa), de a hosszú periódusú üstökösök méret szerinti eloszlásának jobb megismerése után a becsült értékek jóval kisebbek lettek. A belső Oort-felhő tömege jelenleg nem ismert.
Ha az üstökösök felépítését nézzük, az Oort-felhőt alkotó tárgyak különféle jégből állnak, úgymint a víz, metán, etán, szén-monoxid és hidrogén-cianid jege. Azonban az 1996 PW nevű objektum felfedezése, amely tipikus hosszú periódusú üstököspályán mozog, arra utal, hogy a felhő tartalmaz kőből felépülő objektumokat is. A szén-, ill. nitrogénizotóp aránya az Oort-felhőből származó és a Jupiter-családú üstökösök között kis különbséget mutat annak ellenére, hogy származásuk helye jelentősen különbözik. Ez arra enged következtetni, hogy mindkét típus az eredeti protoszoláris felhőből származik. A következtetést az Oort-felhőből származó üstökösök szemcséinek vizsgálata is alátámasztja, valamint a legutóbbi tanulmány a Jupiter-családú üstökösről, a Tempel 1-ről.

## Eredete
Az Oort-felhő feltételezhetően az eredeti protoplanetáris korong maradványa, amely a Nap körül alakult ki mintegy 4,6 milliárd évvel ezelőtt. A legszélesebb körben elfogadott elmélet az, hogy az Oort-felhő objektumai eredetileg a Naphoz sokkal közelebb alakultak ki, ugyanazon folyamat részeként, mint amelyben a bolygók és az aszteroidák is, de a fiatal gázóriás-bolygók, mint például a Jupiter, gravitációs kölcsönhatása a tárgyakat rendkívül hosszú, elliptikus vagy parabolikus pályákra vetette. Az Oort-felhő fejlődésének a Naprendszer kialakulásától napjainkig tartó szimulációja arra mutat rá, hogy a felhő tömege a kialakulása után megközelítőleg 800 millió évvel tetőzött, majd a növekedés irama és az ütközések gyakorisága lelassult, a fogyás mértéke kezdte meghaladni a felhő utánpótlását.
Julio Ángel Fernández modelljei arra utalnak, hogy a szétszórt lemez, amely a fő forrása a Naprendszerben található időszakos üstökösöknek, egyben az elsődleges forrása lehet az Oort-felhő objektumainak is. A modellek szerint az objektumok mintegy fele az Oort-felhő felé szóródik, míg egynegyede a Jupiter pályájára tolódik, a maradék negyed pedig hiperbolikus pályákra kerül.
Számítógépes modellek azt sugallják, hogy az üstököstörmelékek ütközése a kialakulás időszakában sokkal nagyobb szerepet játszik, mint korábban gondolták. E modellek alapján az ütközések száma a Naprendszer korai időszakában oly nagy volt, hogy a legtöbb üstökös elpusztult, mielőtt elérte volna az Oort-felhőt. Ezért gyaníthatóan az Oort-felhő jelenlegi együttes tömege sokkal kisebb, mint egykor lehetett. A felhő becsült tömege csak egy kis része az 50-100 Föld tömegű kilökődött anyagnak.
A közeli csillagok gravitációs kölcsönhatása és a galaktikus árapály még inkább kör alakúra módosította az üstökösök pályáját. Ez magyarázza a közel gömb alakú külső Oort-felhőt. Másrészt a Hills-felhő, mely erősebben kötődik a Naphoz, még csak kezd gömb alakot felvenni. A legújabb tanulmányok kimutatták, hogy a belső Oort-felhő alakja nagyjából összeegyeztethető azzal a feltételezéssel, hogy a Naprendszer része egy 200–400 csillagot magában hordozó halmaznak. Ezek a korai csillagok valószínűleg szerepet játszottak a felhő kialakulásában, mivel a közeli csillagáthaladások a halmazon belül jóval nagyobbak voltak a mainál, ami sokkal gyakoribb zavarokat okozott.
2010 júniusában Harold F. Levison és mások úgy vélték a megerősített számítógépes szimulációk alapján, hogy a Nap „más csillagoktól szerzett üstökösöket, míg a születő halmazban volt”. Eredményeik arra utalnak, hogy „az Oort-felhő üstököseinek jelentős hányada, talán több mint 90%-a, más csillagok protoplanetáris lemezéből származik”.

## Üstökösök

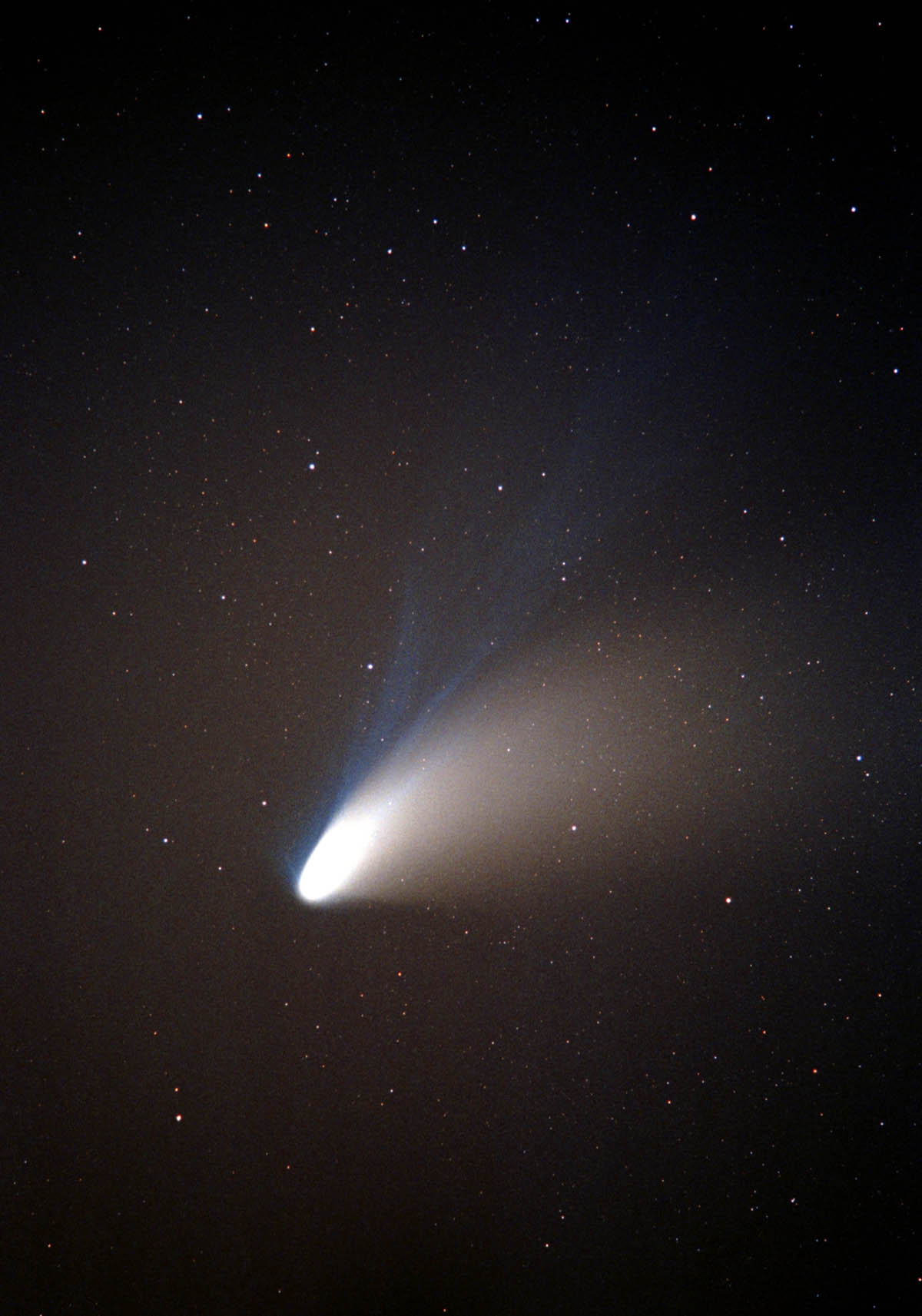
A Hale–Bopp-üstökös, egy archetipikus, Oort-felhőből származó üstökös

Az üstökösök hihetőleg a Naprendszer két külön pontjáról származnak. A rövid periódusú üstökösök (amelyek pályája legfeljebb 200 év) általánosan elfogadottan a Kuiper-övből vagy a szórt lemezből származnak, ami két, egymással összefüggő sík lemez jeges törmelékből, túl a Neptunusz pályáján, 30–100 AU távolságra a Naptól. A hosszú periódusú üstökösök, mint a Hale–Bopp-üstökös, amelyeknek a pályája évezredekig is tarthat, az Oort-felhőből eredeteztethetők. A Kuiper-övben található pályák viszonylag stabilak, ezért azt feltételezik, hogy kevés üstökös származik innen. A szórt korong azonban dinamikusan aktív, és sokkal valószínűbb, hogy ez az üstökösök származási helye. A szórt korongból a külső bolygók tartományaiba lépő üstökösök az úgynevezett kentaurok. A kentaurok visszatérésükkor rövid periódusú üstökösökké válnak.
A rövid periódusú üstökösöknek két fő változata van: a Jupiter-családú üstökösök (azok, amelyeknél a pálya fél nagytengelye kevesebb, mint 5 AU) és a Halley-családú üstökösök. A Halley-családú üstökösök – nevüket a prototípusuk, a Halley-üstökös után kapták – szokatlanok, mert míg rövid periódusú üstökösök, forrásuk vélhetőleg az Oort-felhőben található, és nem a szórt lemezből erednek. Pályájukat alapul véve úgy vélik, ezek hosszú periódusú üstökösök, melyeket az óriásbolygók gravitációja csapdába ejtett, és a belső Naprendszerbe küldött. Ez a folyamat hozhatta létre a jelenlegi pályáját a Jupiter-családú üstökösök nagy részének, noha ezen üstökösök többsége forrásának a szórt lemezt vélik.
Oort felismerte, hogy visszatérő üstökösök száma sokkal kisebb, mint azt a modellje előre jelezte, és ez az úgynevezett „üstökösvesztés” (cometary fading) probléma még megoldandó. Nincs olyan ismert dinamikus folyamat, amely megmagyarázná a megfigyelt üstökösök fogyását. Feltételezik, hogy ezt az eltérést az üstökösök megsemmisülése okozza, amelyet a galaktikus árapály, ütközés vagy túlhevülés válthat ki. Az Oort-felhő üstököseinek dinamikai vizsgálata megmutatta, hogy előfordulásuk a külső Naprendszerben nagyobb, mint a belső Naprendszerben. Az eltérést a Jupiter gravitációs hatása okozhatja, ami egyfajta korlátot állít, csapdába ejtve az érkező üstökösöket, mintegy saját magába ütköztetve őket, ahogy azt tette a Shoemaker-Levy 9 üstökössel is, 1994-ben.

## Árapály hatások
A legtöbb, Naphoz közel látott üstökösről úgy gondolják, hogy helyzetük elérése közben áthaladtak az Oort-felhő gravitációs torzításán, melyet a Tejút-galaxis árapályhatása váltott ki. Ahogy a Hold árapályhatása hajlítja és deformálja a Föld óceánjait, ami az apály és dagály váltakozását okozza, úgy a galaktikus árapály is meghajlítja és torzítja a testek pályáját a külső Naprendszerben, közelebb húzva őket a galaktikus központhoz. A Naprendszer belső, feltérképezett régióiban ezek a hatások elhanyagolhatók a Nap gravitációja miatt. A Naprendszer külső régióiban azonban a Nap gravitációja gyengébb, és a Tejútrendszer gravitációs mezejének gradiense tölt be sokkal jelentősebb szerepet. E gradiens miatt a galaktikus árapály deformálja az egyébként gömb alakú Oort-felhőt, elnyújtván a felhőt a galaktikus középpont irányába, és tömörítve a másik két tengely mentén. Ezek a kis galaktikus perturbációk is elégnek bizonyulnak ahhoz, hogy az Oort-felhő tagjait eltávolítsák pályájukról, a Nap felé terelvén őket. Azt a pontot, ahol a Nap gravitációja már nem kompenzálja teljesen a galaktikus árapály hatását, árapálysugárnak nevezik. A sugár 100 000–200 000 AU és az Oort-felhő külső határa között húzódik.
Egyes kutatók feltételezik, hogy a galaktikus dagály is hozzájárult az Oort-felhő alakulásához, növelve a benne lévő tárgyak Naphoz legközelebbi távolságát. A galaktikus dagály hatása meglehetősen bonyolult, és erősen függ a bolygórendszer elemeinek viselkedésétől. Összességében azonban a hatás igen jelentős: az Oort-felhőből származó üstökösök 90%-át a galaktikus árapálynak köszönhetjük. A hosszú periódusú üstökösök megfigyelt pályáinak statisztikai modelljei megerősítik, hogy a galaktikus árapály az elsődleges okozója a pályák belső Naprendszer irányába ható perturbációinak.

## Zavaró csillagok és csillagtársulások elmélete
A galaktikus dagály mellett az üstökösök belső Naprendszerbe kerülésének másik fő kiváltó oka a Nap Oort-felhője és a közeli csillagok vagy óriás molekulafelhők gravitációs mezőinek kölcsönhatása. A Nap olykor, a Tejút síkjában haladó pályája mentén viszonylag közeli szomszédságba kerül más csillagrendszerekkel. Például: a következő 10 millió évben a legnagyobb eséllyel a Gliese 710 néven ismert csillag zavarhatja meg az Oort-felhőt. Továbbá ez a folyamat szétszórja a tárgyakat az ekliptika síkjában, és valószínűleg magyarázza a felhő gömb alakú eloszlását is.
1984-ben Richard A. Muller fizikus feltételezte, hogy a Nap rendelkezik egy eddig észrevétlen társsal, amely vagy egy barna törpe csillag, vagy halvány vörös törpe csillag, vagy egy gáz óriásbolygó az Oort-felhőn belüli elliptikus pályával. Ez az objektum, az úgynevezett Nemezis, a feltételezések szerint minden 26 000 000. évben áthalad az Oort-felhő egy részén, a belső Naprendszert üstökösökkel bombázva. Jelenleg azonban nincs közvetlen bizonyíték a Nemezis létezésére. Egy csillagvizsgáló parallaxismérésekkel határozza meg a csillagok távolságát, és a WISE-projekt, amely ennek a részét képezi, segíthet bizonyítani vagy cáfolni a Nemezis-elméletet.  Két másik csillagászati misszió, a Pan-STARRS és a még tervezési fázisban lévő LSST ugyancsak segíthet kideríteni a létezését vagy nem létezését Napunk Nemezis nevű társcsillagának.
Hasonló elméletet ajánlott John J. Matese, a Louisianai Egyetem csillagásza 2002-ben. Ő azt állítja, hogy több üstökös érkezik a belső Naprendszerbe az Oort-felhő egy bizonyos régiójából, amely nem magyarázható csak a galaktikus dagállyal vagy a csillagközi zavarokkal, hanem egy Jupiter-tömegű tárgynak köszönhető, ami egy távoli pályán mozog.

## Az Oort-felhő objektumai (OCOs)

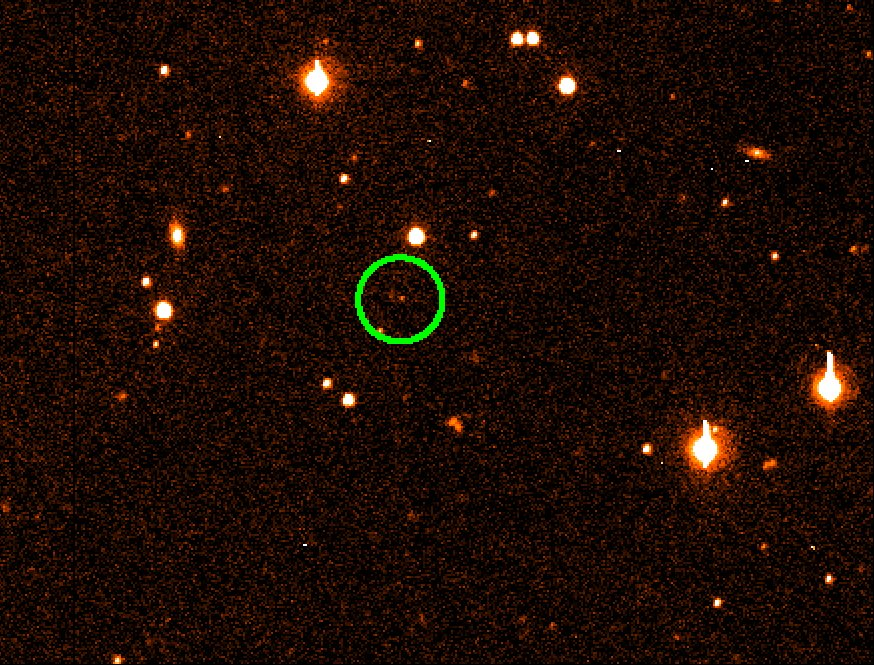
A Sednát 2003-ban fedezték fel

Eltekintve a hosszú periódusú üstökösöktől, csak négy ismert objektumnak van olyan pályája, amely azt sugallja, hogy az Oort-felhő tagjai: 90377 Sedna, 2000 CR105, 2006 SQ372 és 2008 KV42. Az első kettő, szemben a szórt korong objektumaival, Neptunuszon túli napközelponttal rendelkezik, és így a pályájuk nem magyarázható a gázóriás bolygók által előidézett perturbációkkal. Ha jelenlegi helyükön alakultak ki, a pályájuk eredetileg is körkörös kellett legyen, különben az akkréció (kisebb testek egyesülése egy nagyobbá) nem lett volna lehetséges, mert az objektumok közti nagy relatív sebesség túl zavaró lett volna.
Jelenlegi elliptikus pályájuk több feltételezéssel magyarázható:
1. Az objektumok pályáját és napközelpontjukat „megemelte” egy közelben elhaladó csillag, mialatt a Nap még a szülő csillaghalmazába volt ágyazva.[29]
2. A pályájukat megzavarta egy jelenleg ismeretlen, bolygó méretű test az Oort-felhőn belül.[30]
3. Szétszórta őket a Neptunusz pályájának különösen nagy excentricitása, vagy egy sokkal nagyobb, Neptunuszon túli ősi korong gravitációja.
4. Kisebb, áthaladó csillagok ragadták magukkal őket.

Ezek közül a csillagok zavaró hatását és az „emelő” elméletet fogadják el leginkább az obszervatóriumokban. Egyes csillagászok inkább ahhoz ragaszkodnak, hogy a Sedna és a 2000 CR105 a „kiterjesztett szétszóródott lemez”-hez tartoznak, nem pedig a belső Oort-felhőhöz.
| Szám   | Név        | Egyenlítői átmérő (km) | Perihélium (AU) | Aphélium (AU) | Felfedezés éve | Felfedező                      | Mérésmódszer  |
| ------ | ---------- | ---------------------- | --------------- | ------------- | -------------- | ------------------------------ | ------------- |
| 90377  | Sedna      | 1,180–1,800 km         | 76,1            | 892           | 2003           | Brown, Trujillo, Rabinowitz    | termikus      |
| 148209 | 2000 CR105 | ~250 km                | 44,3            | 397           | 2000           | Lowell Csillagvizsgáló         | feltételezett |
| -      | 2006 SQ372 | 50–100 km              | 24,17           | 2005,38       | 2006           | SDSS                           | feltételezett |
| -      | 2008 KV42  | 58,9 km                | 20,217          | 71,760        | 2008           | Canada-France-Hawaii Telescope | feltételezett |

## Fordítás
Ez a szócikk részben vagy egészben  az   Oort cloud című angol Wikipédia-szócikk fordításán alapul.  Az eredeti cikk szerkesztőit annak laptörténete sorolja fel. Ez a jelzés csupán a megfogalmazás eredetét és a szerzői jogokat jelzi, nem szolgál a cikkben szereplő információk forrásmegjelöléseként.